# Synanthedon sapygaeformis
Synanthedon sapygaeformis is een vlinder uit de familie wespvlinders (Sesiidae), onderfamilie Sesiinae.
Synanthedon sapygaeformis is voor het eerst wetenschappelijk beschreven door Walker in 1856. De soort komt voor in het Nearctisch gebied.